# Miguel Tellado
Miguel Ángel Tellado Filgueira (Ferrol, 21 de febrer de 1974) és un polític espanyol, secretai general del Partit Popular. Anteriorment va ser el portaveu del Grup Parlamentari Popular al Congrés dels Diputats vicesecretari general d'Organització del PP i el secretari general del PPdeG des del 2016 fins al 2022. Actualment també és portaveu a la Comissió d'Indústria, Energia, Comerç i Turisme.

## Biografia
Llicenciat en Ciències Polítiques i Socials per la Universitat de Santiago de Compostel·la, des del 1997 va treballar com a periodista a diversos mitjans de comunicació de la comarca de Ferrol. Durant la seva etapa universitària va participar al Movement Estudantil Universitari, una escissió dels Comitès Oberts de Facultade impulsada per alguns militants del BNG.
Va ser cap de premsa de l'Ajuntament de Ferrol (2003-2007), cap de premsa del Grup Popular a la Diputació de la Corunya (2007-2009), cap de Gabinet de la Conselleria de Treball i Benestar (2009-2011). Va entrar al Parlament de Galícia el 2012 i, posteriorment va ser secretari general del PPdeG.
A les Eleccions al Parlament de Galícia del 2012 va ocupar el número quatre de la candidatura del PP per la província de La Corunya. En la seva condició de diputat autonòmic, a la IX Lexislatura del Parlament de Galícia fou portaveu del PPdeG en temes d'ocupació. Va ser secretari de la Comissió 3a d'Economia i Pressuposts i vocal de les Comissió 5a de Sanitat, Política Social i Ocupació i de la Comissió 6a d'Economia i Indústria. En aquesta Comissió es va encarregar dels assumptes relacionats amb la comarca de Ferrol, i especialment pel que fa al sector naval.
El 16 de setembre de 2014 el Comitè Executiu del PPdeG el va designar portaveu del partit, càrrec en què va succeir Paula Prado del Río.
El maig del 2016, en el marc del XVI Congrés del PPdeG, Alberto Núñez Feijóo el va proposar per convertir-se en secretari general de la formació, succeint Alfonso Rueda Valenzuela com a número dos de la formació.
Després de les eleccions al Parlament de Galícia del 2016 va ser reelegit diputat autonòmic. Al Grup Parlamentari Popular de la Cambra gallega ocupa el càrrec de viceportaveu. A més, és portaveu del PPdeG a la Comissió 6a d'Indústria, Energia, Comerç i Turisme i portaveu del Grup a l'àrea d'Indústria i Ocupació.
El febrer del 2017 va entrar a formar part del Comitè Executiu Nacional del Partit Popular. El 3 d'abril del 2022 es va convertir en el Vicesecretari d'Organització del Partit Popular.
El 2023 esdevingué Diputat al Congrés del Diputats, i el novembre del mateix any esdevingué portaveu del PP a la cambra, fins que en el XXIè congrés del partit, en juliol de 2025, es convertí en el secretari general de Núñez Feijóo, i Esther Muñoz de la Iglesia fou escollida com a portaveu del partit al congrés.